# حارة باب النصر (صنعاء)
باب النصر هي إحدى حارات حي القابل بمدينة الروضة شمال العاصمة اليمنية "صنعاء"، بلغ تعداد سكانها 75 نسمة حسب تعداد اليمن لعام 2004.